# Elmshorn (Schiff, 1910)
Die Elmshorn der Deutsch-Australische Dampfschiffs-Gesellschaft (DADG) in Hamburg war ein 1910 von der Flensburger Schiffbau-Gesellschaft (FSG) gebauter Standardfrachter der Reederei für den Australiendienst.
1914 wurde das Schiff dem alten Kreuzer Geier zur Unterstützung zugeteilt. Ende August 1914 wurde sie in das neutrale Manila entlassen. Dort wurde sie 1917 beschlagnahmt und 1918 als Transporter Casco zwischen den USA und Frankreich in Fahrt gebracht.
1922 kaufte die DADG die in den USA aufliegende Elmshorn zurück und benannte sie in Mannheim um. 1925 erhielt das Schiff seinen ersten Namen zurück. 1926 gelangte die Elmshorn durch Fusion in den Besitz der Hamburg-Amerikanischen Packetfahrt-Actien-Gesellschaft (Hapag). 1933 wurde die Elmshorn verschrottet.

## Baugeschichte und Einsätze  bis 1914
Die Elmshorn gehörte zu einer Serie von vier 5000 BRT-Frachtern von unter 9000 tdw Tragfähigkeit, die von der DADG 1910 bestellt wurden. Sie wurde als zweites Schiff der Serie im Herbst 1910 von der Flensburger Schiffbau-Gesellschaft fertiggestellt, die zuvor schon die Rendsburg an die DADG geliefert hatte. Das Typschiff der Serie war die von der Reiherstieg-Werft Im Juni 1910 fertiggestellte Hamm. Die beiden anderen Schiffe der Serie waren die von der AG Neptun in Rostock gelieferte Wismar und die bei Blohm & Voss gebaute Esslingen.
Im November trat die Elmshorn ihre Jungfernreise nach Australien an, wo sie Ende Januar 1911 eintraf. Bis 1914 wurde sie regelmäßig nach Australien eingesetzt.

### Unterstützung der SMSGeier
Vom 25. bis zum 29. Juli 1914 wurde der alte Kreuzer Geier in Singapur versorgt, der sich auf dem Weg von Deutsch-Ostafrika zu seinem neuen Stationierungsort in der Südsee befand und sich nach Yap zum Kreuzergeschwader begeben sollte. Die sich auf der Rückreise befindliche Elmshorn (Kapitän Peter Kiel) und der etwas größere DADG-Frachter Bochum (6161 BRT, Kapitän J. Orgel) wurden mit 1700 t Kohlen zur Unterstützung der Geier entsandt, mit der sie am 5. August vor der Insel Flores zusammentrafen und Kohlen an den Kreuzer abgaben. Die Elmshorn wurde entlassen, um in Niederländisch-Indien weitere Kohlen zu beschaffen, während der alte Kreuzer mit der Bochum weitermarschierte, wobei er häufiger von der Bochum geschleppt werden musste.

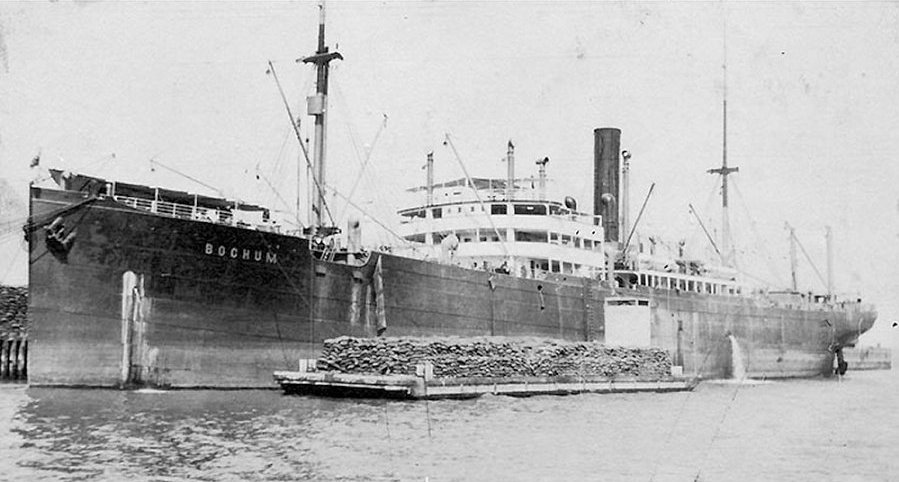
Die Bochum der DADG

Am 23. August stieß die Elmshorn, die aber nur 800 t Kohlen in niederländischen Häfen bekommen hatte, da deren Behörden die Neutralitätsregeln sehr streng auslegten und sie in Makassar und bei der Kohleninsel Pulo Laut nahe Borneo keine Kohlen erhalten hatte, beim Malakolhafen der Insel Angaur wieder zur SMS Geier. Elmshorn gab ihre Kohlen an die Bochum ab und wurde nach Manila entlassen. Die Geier entließ später auch die Bochum nach Manila. Unterstützt vom Dampfer Tsintau (1685 BRT, NDL, Kapitän Heyenga), der Versorgungsgüter für das Kreuzergeschwader an Bord hatte und ab Mitte September auch von deren Schwesterschiff Locksun (1675 BRT, Kapitän Gerlach) ging der Kreuzer in den Bereich der deutschen Schutzgebiete. Da die Geier erhebliche Probleme mit der Maschinenanlage hatte, entschied sich der Kommandant, über Honolulu nach Südamerika zu marschieren, um dort vielleicht einen deutschen Dampfer zum Hilfskreuzer auszurüsten. Allenfalls noch 8 Knoten mit der Maschine laufend, zum Teil unter Segeln oder im Schlepp der sie weiterhin begleitenden Locksun erreichte der alte Kreuzer am 15. Oktober 1914 Honolulu auf Hawaii, wo er von acht dort liegenden deutschen Handelsschiffen, die zum Teil das Kreuzergeschwader versorgt hatten, empfangen wurde. Eine Weiterfahrt war allerdings nicht möglich, da umgehend japanische Schiffe den Hafen blockierten.

### Verbleib derElmshornin Manila
Angeblich soll die Elmshorn 1914 nochmals versucht haben, mit einer Kohlenladung aus Manila auszulaufen.
Die Elmshorn verblieb bis 1917 in Manila, wo auch weitere 17 deutsche Schiffe Zuflucht gesucht hatten, darunter die Bochum und das Schwesterschiff Esslingen der DADG.

## Einsatz als USSCasco(ID-1957)
Die 1917 bei Kriegseintritt der USA vom United States Shipping Board in Manila beschlagnahmte Elmshorn wurde in Casco umbenannt und ab dem 8. November 1917 vom 12th Naval District der US Navy auf ihre militärischen Verwendungsmöglichkeiten geprüft und auf der Marinewerft in Brooklyn, New York City für den Einsatz hergerichtet. So wurde sie mit einer 102-mm-Kanone und einem 76,2-mm-Geschütz bewaffnet.
Am 8. Januar 1918 wurde sie als Transporter USS Casco (ID-1957) in Dienst gestellt. Der neue Name bezog sich auf die Casco Bay an der Küste von Maine. Sie gehörte als Frachter für Versorgungsgüter zum Naval Overseas Transportation Service und führte vom 20. Januar 1bis zum 4. Dezember 1918 vier Rundreisen von New York nach Frankreich durch. ihre letzte Reise zur Unterstützung der amerikanischen Truppen in Frankreich ging im Januar 1919 von New York nach Lissabon mit Versorgungsgütern und einer größeren Menge Material für das Internationale Rote Kreuz, von der sie am 3. März 1919 nach New York zurückkehrte. Am 22. März 1919 wurde das Schiff von der USN außer Dienst gestellt und an das United States Shipping Board zurückgegeben.

## Wieder unter deutscher Flagge
1922 erwarb die DADG die Elmshorn vom US Marineministerium und brachte sie als Mannheim wieder in Fahrt. 1925 erhielt sie wieder ihren alten Namen und am 29. März 1926 verließ die Elmshorn Antwerpen zu ihrer ersten Nachkriegsreise nach Australien.
Durch Fusion der Reedereien kam die Elmshorn Ende 1926 in den Dienst der Hapag. Sie wurde weiterhin nach Australien und Niederländisch-Indien eingesetzt. Als eines der ältesten Schiffe der Reederei wurde sie 1932 wie viele andere, überzählige Schiffe zum Abbruch verkauft.

## Schicksal der Schwesterschiffe des DADG-Auftrags von 1910
| Stapellauf in Dienst  | Name      | Tonnage           | Werft                        | Schicksal |
| --------------------- | --------- | ----------------- | ---------------------------- | --- |
| 8.04.1910 4.06.1910   | Hamm      | 4598 BRT 7659 tdw | Reiherstieg-Werft BauNr. 428 | Australiendienst, 1914 in Kapstadt beschlagnahmt, 1922 Aghios Marcos/GR, 1933 Abbruch                                                                           |
| 28.04.1910 11.06.1910 | Rendsburg | 4639 BRT          | Flensburger SG BauNr. 288    | Australiendienst, 25. März 1919 an ausgeliefert/ Mont Kemmel/F, August 1934 Dimitrios Chandris/GR, 1947 Wasa/SF, 1953 Abbruch                                   |
| 1910                  | Wismar    | 4868 BRT          | AG Neptun BauNr.             | Australiendienst, in Niederländisch-Indien aufgelegt, 1919 an ausgeliefert/ Truro City/GB, 1927 an Ferdinand Laeisz/ Pilot, 1933 Abbruch                        |
| 14.12.1910 21.01.1911 | Esslingen | 4902 BRT          | Blohm & Voss BauNr. 204      | Australiendienst, 1914 in Manila aufgelegt, 1917 beschlagnahmt/ Nyanza/US, 1923 Commercial Guide/US, 1936 Paolina/I, 28. August 1942 nach Minentreffer gesunken |

## Schicksal der beiden anderen Rückkäufe der DADG
| Stapellauf in Dienst | Name                            | Tonnage  | Werft                  | Schicksal |
| -------------------- | ------------------------------- | -------- | ---------------------- | --- |
| 8.04.1910 4.06.1910  | Worms ab 1922: Harburg (II)     | 4486 BRT | Swan Hunter BauNr. 782 | Australiendienst, von russischen Zerstörern vor der schwedischen Küste versenkt, gehoben, 1919 an Großbritannien formell ausgeliefert, 1922 Rückkauf, 1932 Abbruch                |
| 1914 .04.1914        | Freiberg ab 1923: Lüneburg (II) | 5811 BRT | Tecklenborg BauNr. 261 | Australiendienst, in Surabaja/Niederländisch-Indien aufgelegt, 1919 an ausgeliefert/ City of Sydney/GB, 1923 Rückkauf, 1940 Sperrbrecher 9, 1. Juli 1944 vor Brest selbstversenkt |

Die Bremer Roland-Linie/der NDL kauften 1925 bis 1928 sechs ehemalige DADG-Frachter, wie die ehemalige Canstatt.